# Costantino II di Scozia
Costantino II di Scozia (in gaelico scozzese Causantín Mac Áeda; in inglese Constantine MacAeda; 876 circa – Saint Andrews, 952) è stato re di Scozia dal 900 al 943.
Era figlio di Aedh e cugino del suo predecessore Donald II di Scozia. Fu uno dei più lunghi regnanti di Scozia, il secondo dopo Guglielmo il leone, prima dell'unione con l'Inghilterra nel 1603.

## Primo periodo: la minaccia vichinga
Prima del suo regno, la Scozia era stata quasi interamente dominata e forse addirittura tributaria ai re Vichinghi del mare dell'Irlanda nel tardo IX secolo. Durante il suo regno Costantino affrontò le incursioni vichinghe provenienti da Nord e da Ovest e quelle dei re Anglo-Sassoni, causate dall'espansione del Wessex, mentre, nel frattempo, definiva il regno di Alba.
Le cronache dei re d'Alba annotano un attacco vichingo ed il conseguente saccheggio a Dunkeld, nel terzo anno del regno di Costantino. L'anno seguente gli invasori furono sconfitti a Strathearn.
Le cronache raccontano dell'incontro tra Costantino e il vescovo Cellach:
(dalla Cronaca dei re di Alba)
Con questo evento si può dire che il regno di Alba fu definitivamente formato.
Nel 914 gli annali dell'Ulster segnalano la sconfitta di Barid di Oitir da parte del nipote di Ragnall ua Ímair, nel mare irlandese. Durante il periodo di guerra con l'Inghilterra, Costantino si alleò con Ealdred I di Bernicia e forse con la regina Ethelfleda di Mercia. Gli eserciti di Inghilterra e Irlanda del Nord guidati da Ragnall e suo fratello Sihtric attaccarono Chester, Dumbarton e la Northumbria. Gli Uí Ímair - i nipoti di Ímar - erano la minaccia più urgente per la Scozia, pertanto non restava che l'alleanza con Bernicia di Mercia.
Delle due battaglie di Corbridge (nel 915 e nel 918), solo la seconda è accennata nelle Cronache dei re di Alba, così come negli Annali di Ulster e negli Annali frammentati di Irlanda.

## La minaccia inglese
Dopo Corbridge, Ragnall perse il controllo di York. Tuttavia nel 920, dopo aver preso controllo della Mercia, subito dopo la morte di Ethelfleda, Edward costrinse Ragnall a riconoscere la sua autorità. Nessuno dei re era soddisfatto dal compromesso del 920, ma nessuno poté regnare abbastanza per rompere eventualmente il trattato: Ragnall morì infatti nel 921 e gli succedette il cugino Sihtric Cáech, mentre Edward morì nel 924 e gli successe sul trono il figlio Athelstan. Sihtric si ribellò nel 924 ma nel 926 fu costretto a riconoscere Athelstan come re suo superiore, fu costretto ad adottare il cristianesimo e sposare la sorella di Athelstan a Tamworth. Nello stesso anno Sihtric abbandonò la fede e rinnegò la moglie. Morì improvvisamente nel 927.
Athelstan si mosse rapidamente, assicurandosi una parte di Northumbria ed assicurandosi la sottomissione di Gofraid, fratello di Sihtric, di Ealdred di Bernicia, di Costantino e di Owain Strathclyde. Il figlio di Sihtric, Olaf Sihtricsson, fuggì in Irlanda. In meno di un decennio, il regno del Wessex divenne il più grande regno della Gran Bretagna e dell'Irlanda; la minaccia vichinga al regno di Alba si era nel frattempo spostata al sud. Athelstan aveva imposto la sua autorità sul re del Galles.

## Brunanburh e il seguito
Nel decennio del 930, Costantino, suo genero Amlaíb mac Gofraidh (Olaf Guthfrithsson) e il re di Dublino Uí Ímair siglarono un'alleanza contro Athelstan, che nel 933 o 934 guidò un possente esercito e una imponente flotta contro la Scozia. Tentò inizialmente di sottomettere i sovrani alleati contro di lui, ma fallì. Nel 937, nella Battaglia di Brunanburh, Athelstan conobbe una grande vittoria, commemorata nella Cronaca anglosassone.
Owain di Strathclyde cadde nella battaglia, assieme a molti altri.
Tale battaglia in realtà è stata ridimensionata nei secoli successivi, poiché non conferì al re anglosassone tutto quel potere che avrebbe dovuto ottenere.
Negli annali di Ulster viene segnalata la morte di Athelstan nel 939.

## Abdicazione e posteriorità
Le cronache dei re di Alba raccontano:
(dalle cronache dei re di Alba)
Il monastero è ritenuto essere quello di Celí Dé della st Andrews, probabilmente fondato da Céli Dè durante il regno di Costantino.
La morte di Costantino viene registrata nel 952.
Essendosi imparentato con dei norvegesi, viene considerato uno degli ultimi discendenti diretti della stirpe ereditaria scozzese del regno di Alba.